# Adekhssal
 (mai 2013).
Si vous disposez d'ouvrages ou d'articles de référence ou si vous connaissez des sites web de qualité traitant du thème abordé ici, merci de compléter l'article en donnant les références utiles à sa vérifiabilité et en les liant à la section « Notes et références ».
Adekhssal (berbère : Adexsal) est un  petit village du Maroc relevant de la commune d'Elhri à 12 km de Khénifra connu par sa casbah construite en même temps que la casbah d'Oul Aidi connue par la casbah de Mouha Ou Hammou Zayani, inscrite comme patrimoine historique au même titre que la casbah de Khénifra.

## Histoire
Ce village est historiquement lié à la citadelle de Fazaz construite par les Almoravides puis reprise par le sultan Moulayy Ismail dans le cadre des expéditions contre les populations de Béni Fazaz qualifiés de rebelle et ce à partir de  1063, sous les Almoravides puis par les Alaouites plus tard  au XVIe siècle.
Adekhssal était le refuge de Mouha Ou Hammou Zayani : c'est à partir de là qu'il mena des opérations de guérilla contre les Français après l'occupation de Khénifra en juin 1914.
Adekhssal a connu la visite du sultan Hassan Ier en 1887 dans le cadre de l'alliance entre le Makhzen et les Zayans.